# Файоль, Эмиль-Мари
Эмиль-Мари Файоль (фр. Marie Émile Fayolle; 14 мая 1852, Ле-Пюн — 27 августа 1928, Париж) — государственный и военный деятель Франции. Маршал Франции (1921 год). Профессор Академии Генштаба (1904 год)

## Начало карьеры
Окончил Политехническую школу.
- В 1875 году окончил артиллерийскую военную школу
- в армии. Занимал посты до командира артиллерийской бригады.
- С 1914 года в отставке в чине бригадного генерала.

## Первая мировая война
В августе 1914 года мобилизован. Командующий 70-й пехотной дивизией.
В июне 1915 года назначен командующим XXXIII Армейским корпусом.
В 1916 году командующий 6 армией. Участвовал в битве при Сомме. 29 января 1917 года российский император Николай II наградил Файоля орденом св. Георгия 4-й степени.
В 1917 году командовал Центральной группой войск. Затем во главе объединенных англо-французских войск направлен на помощь в Италию. Потерпел поражение при Капоретто.
В июле 1918 года возглавлял резервную группу войск прикрывающих Париж. Участник сражения на Марне

## После войны
- делегат Франции на конференции по созыву Лиги Наций.